# Acanthascus unguiculatus
Acanthascus unguiculatus är en svampdjursart som beskrevs av Isao Ijima 1904. Acanthascus unguiculatus ingår i släktet Acanthascus och familjen Rossellidae. Inga underarter finns listade i Catalogue of Life.